# Maria Kwiatkowska
Maria Kwiatkowska (ur. 22 listopada 1934 w Skierniewicach, zm. 9 stycznia 2020) – polska specjalistka z zakresu cytologii roślin, prof. dr hab.

## Życiorys
W 1956 otrzymała tytuł magistra filozofii w zakresie botaniki na Wydziale Biologii i Nauk o Ziemi Uniwersytetu Łódzkiego, w 1963 uzyskała doktorat za pracę dotyczącą o elajoplastach roślin kwiatowych, w 1971 habilitowała się na podstawie pracy. W 1989 została mianowana na stanowisko profesora zwyczajnego.
Była dziekanem na Wydziale Biologii i Nauk o Ziemi Uniwersytetu Łódzkiego, a także członkiem Łódzkiego Towarzystwa Naukowego.
Zmarła 9 stycznia 2020.

## Odznaczenia
- Medal Komisji Edukacji Narodowej[1]
- Złoty Krzyż Zasługi[1]
- Medal "Uniwersytet Łódzki w Służbie Społeczeństwu i Nauce[1]
- Krzyż Kawalerski Orderu Odrodzenia Polski[1]
- Medal 50-lecia Uniwersytetu Łódzkiego[1]